# Йосгрунд
Йосгрунд (нем. Jossgrund) — община в Германии, в земле Гессен. Подчиняется административному округу Дармштадт. Входит в состав района Майн-Кинциг.  Население составляет 3615 человек (на 31 декабря 2010 года). Занимает площадь 50,61 км². Община подразделяется на 4 сельских округа.

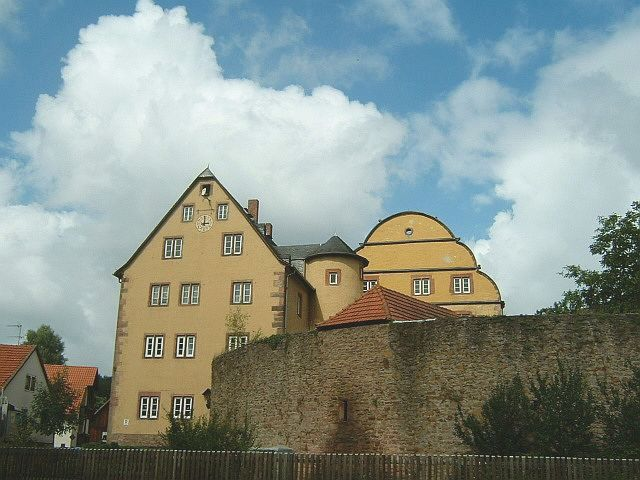
Йосгрунд